# HAT 고베

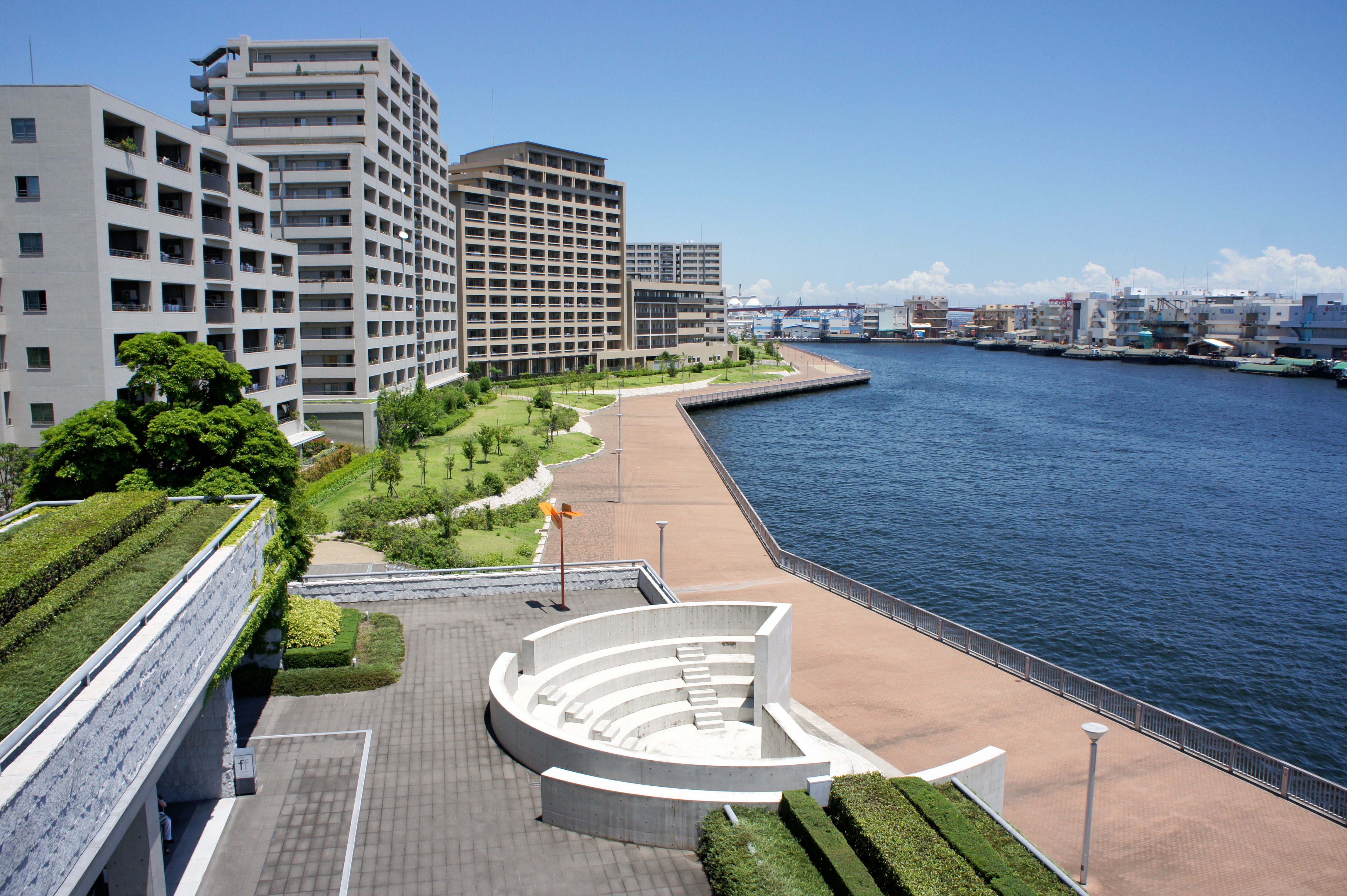
운하와 하버 워크

HAT 고베(일본어: -神戸)는 고베시 동부 신도심으로 개발된 지역의 이름이다. HAT은 Happy Active Town의 약자로, 공모에 의해 결정되었다. 산노미야 지역을 중심으로 서쪽의 하버랜드와 대를 이루는 동쪽의 신도심이다.